# 新漢音
新漢音是日本漢字音的一種，屬於漢音中時間上最晚的一層，由唐朝末期或略晚的日本僧侶傳入日本，主要用於密教「聲明」（佛教音樂）的誦讀。

## 概要
漢音傳承的是中國北方的中古音。在其傳承過程中，通過遣唐使的交流，日本一直可以接觸到最新的中國音。因此，漢音因時代差異又有較舊和較新的層次之分。現存的漢音是平安時代初期（唐朝後期）之前傳入並日本化的讀音，而平安時代中期日本所接受的最新層的漢音（所謂「新漢音」）並未進入一般使用流傳下來，僅在文獻中有所留存。
「新漢音」的主要資料是隨密教傳入日本的（佛典的配樂誦唱）。有名的如天台宗的「法華懺法」和「例時作法」等的漢字音。這些漢字音主要是由平安中期以前訪問中國的僧人如圓仁（慈覺大師，794-864）、圓珍（814-891）等傳回日本的。

## 特徵
主要以漢音為參照作比較。

### 聲母
1. 明微母、泥娘母字全部為。而漢音中殘留有部分字以鼻音表示。如：。

### 韻母
1. 鍾韻牙音三等字脫落拗音的介音。如：。
2. 佳韻字i韻尾脫落。如：。
3. 入聲尾的弱化或脫落。
  1. -t入聲尾脫落。如：。
  2. -p入聲尾弱化或脫落。如：。
  3. -k入聲尾弱化或脫落。如：。
4. 蒸韻字-ŋ鼻韻尾的弱化或脫落。如：。
5. 德韻字為合拗音（漢音為開口）。如：。
6. 職韻字多為直音（無拗音介音）。如：。

入聲尾的弱化與脫落，明顯反映出其来源的中國音的入聲尾開始退化。因此新漢音屬於漢音的最終層，移植時期大致在唐末期（約850-900年）。
新漢音的體系與漢音大體重合，故後世未將其作為漢字音的單獨一類。